# Dambach (bei Birkenfeld)
Dambach ist eine Ortsgemeinde im Landkreis Birkenfeld in Rheinland-Pfalz. Sie gehört der Verbandsgemeinde Birkenfeld an.

## Geographie
Der Ort liegt am Schwarzwälder Hochwald im Hunsrück etwa drei Kilometer südwestlich der Kreisstadt Birkenfeld. Im Süden befindet sich Ellweiler, im Westen Achtelsbach und nordwestlich liegt Brücken.
Zu Dambach gehört auch der Wohnplatz Brandmühle.

## Geschichte
Der Ort war bis zum Ende des 18. Jahrhunderts der Pflege bzw. der Schultheißerei Achtelsbach im pfalz-zweibrückischen Amt Nohfelden zugeordnet. Im Jahr 1790 lebten 20 Familien im Ort.
Im Jahr 1794 wurde das Linke Rheinufer von französischen Revolutionstruppen eingenommen. Von 1798 bis 1814 gehörte Dambach zum Kanton Birkenfeld im Saardepartement. Aufgrund der auf dem Wiener Kongress (1815) getroffenen Vereinbarungen kam die Region 1817 zum oldenburgischen Fürstentum Birkenfeld. Die Gemeinde war der Bürgermeisterei Achtelsbach im Amt Nohfelden zugeordnet. Von 1918 an gehörte Dambach zum oldenburgischen „Landesteil Birkenfeld“ und kam 1937 zum preußischen Landkreis Birkenfeld. Seit 1946 ist Dambach Teil des Landes Rheinland-Pfalz.
Bevölkerungsentwicklung
Die Entwicklung der Einwohnerzahl von Dambach, die Werte von 1871 bis 1987 beruhen auf Volkszählungen:
| Jahr | Einwohner |
| 1815 | 96        |
| 1835 | 113       |
| 1871 | 112       |
| 1905 | 137       |
| 1939 | 160       |
| 1950 | 133       |

| Jahr | Einwohner |
| 1961 | 123       |
| 1970 | 132       |
| 1987 | 135       |
| 1997 | 146       |
| 2005 | 156       |
| 2023 | 147       |

## Politik

### Bürgermeister
Thorsten Fries wurde 2024 vom Gemeinderat zum Ortsbürgermeister von Dambach gewählt.
René Schilling war am 8. Juni 2022 Ortsbürgermeister geworden. Bei der Direktwahl am 15. Mai 2022 war er mit einem Stimmenanteil von 72,0 % gewählt worden. Damit konnte die seit Februar notwendige Zwangsverwaltung der Ortsgemeinde beendet werden, mit der Sebastian Caspary, Büroleiter der Verbandsgemeindeverwaltung, beauftragt war.
Die Neuwahl war notwendig geworden, weil Schillings Vorgängerin Nadine Schmitt und deren Stellvertreterin Karin Sämann Anfang 2022 zurückgetreten waren. Schmitt hatte das Amt am 5. November 2019 übernommen. Da bei der Direktwahl am 26. Mai 2019 kein Bewerber angetreten war, erfolgte diese Neuwahl gemäß Gemeindeordnung durch den Rat. Schmitts Vorgänger Bernd Märker hatte das Amt seit 2004 inne, war 2019 aber nicht erneut angetreten.

### Wappen
| Wappen von Dambach | Blasonierung: „In durch schwarzen Pfahl gespaltenem Schild vorne in Silber über blauem, schräglinkem Wellenbalken ein schwarzes Wasserrad, hinten der Hunolstein’sche Schild: in Gold zwei rote Balken begleitet von 12 (5:4:2:1) roten Steinen, halb.“ |
| Wappen von Dambach | Es wurde 1964 vom rheinland-pfälzischen Innenministerium genehmigt. |

## Wirtschaft und Infrastruktur
Zur Bundesautobahn 62 sind es vier Kilometer, ebenso zum Bahnhof Neubrücke.